# Alix Sosa
Alix Dayana Sosa González (sinh ngày 3 tháng 12 năm 1988, Caracas, Venezuela) là một người mẫu người Venezuela và người đẹp trong cuộc thi sắc đẹp. Cô giành danh hiệu Hoa hậu Hòa bình Venezuela 2014 và là thí sinh tham gia Hoa hậu Thế giới Venezuela vào năm 2013, đại diện cho cho Bang Bolívar. Cô đại diện cho Venezuela tại Hoa hậu Hòa bình Quốc tế 2014 tổ chức tại Băng Cốc, Thái Lan.

## Thân thế
Alix sinh ra tại thủ đô Caracas của Venezuela. Cô tốt nghiệp với bằng cử nhân về Hải quan và Ngoại thương, từ Escuela de Hacienda Pública ở Caracas và nhận được một đề tài phụ tại tổ chức Đàm phán Quốc tế từ cùng một trường đại học. Cha mẹ cô mất khi cô còn nhỏ.

## Hoa hậu Venezuela
Cô đại diện cho bang Bolívar trong cuộc thi Hoa hậu Thế giới Venezuela được tổ chức vào ngày 10 tháng 8 năm 2013. Ở cuộc thi này, cô là thí sinh được xếp hạng 6 chung cuộc. Cũng từ cuộc thi này, thí sinh đăng quang, Karen Soto đã thắng Hoa hậu Thế giới Venezuela 2013.

## Hoa hậu Hòa Bình Quốc tế
Là một phần trong trách nhiệm của cô với tư cách Hoa hậu Hòa bình Venezuela, cô có quyền đại diện cho đất nước mình tham gia cuộc thi Hoa hậu Hòa bình Quốc tế 2014 được tổ chức vào ngày 7 tháng 10 năm 2014 tại Băng Cốc, Thái Lan. Sosa thi đấu với 84 thí sinh khác từ các quốc gia khác nhau và các vùng lãnh thổ tự trị. Trong đêm chung kết, cô dừng chân ở vị trí Top 20 chung cuộc. Người tiền nhiệm của cô, Mariana Jimenez sau này trở thành Hoa hậu Venezuela 2014.